# Медари (Драгалић)
Медари су насељено мјесто у Западној Славонији. Припадају општини Драгалић, у Бродско-посавској жупанији, Република Хрватска.

## Географија
Медари се налазе око 2 км сјеверно од Драгалића.

## Историја
Један Србин из места је био (1839) претплатник Павловићевог "Српског народног листа".
Медари се 1885. године налазе у саставу Новоградишког изборног среза за српски црквено-народни сабор у Карловцима. Ту је регистровано 606 православних Срба.
Насеље је у вријеме СФРЈ било у саставу општине Нова Градишка. Медари су се од распада Југославије до маја 1995. године налазили у Републици Српској Крајини. Припадници хрватских оружаних снага су 1. и 2. маја 1995. извршили напад на заштићену зону УН познату као сектор „Запад“ и том приликом убили 26 становника српске националности.

### Други светски рат
Усташе су 24. јуна 1941. године ноћу дошле у село Медаре, окучански срез и залупали на врата стана свештеника Нестора Родића, захтевајући да им отвори врата. Свештеник им је одговорио да дођу ујутру. Међутим, стражар Фигурић који је предводио усташе, није се тиме задовољио, наредио је повишеним гласом да се отвори, ударио је пушком у прозорско окно које је прсло у комаде. Његови пратиоци су онда почели да прескачу ограду и разваљују врата на веранди. Родић се брзо обукао и кроз подрум изашао у двориште. Усташе су га приметиле и позвале да стане, али он је почео да бежи. Припуцали су за њим али је свештеник успео да побегне у једну њиву и тамо се склони.

### Рат у Хрватској (1991–1995)
У акцији „Бљесак“, у нападу на Западну Славонију највише су страдала два села са претежно српским становништвом, Медари са 22 жртве, укључујући 11 жена и троје деце, те Пакленица са 20 жртава. Најтеже је страдала породица браће Вуковић из Медара, Ранко (40) и његова супруга Анђелија (44) са децом Гораном (11) и Горданом (8), те Милутин (45) и његова супруга Цвијета (43) и њихова кћерка Драгана (7).

## Култура
Храм Преображења Господњег у Медарима – Славонска епархија
Градња садашње парохијске цркве Преображења Господњег започета је 1777. године храм је обновљен 1834. године. Била је то једнобродна барокна грађевина с високим торњем која је спадала у најлепше сеоске парохијске цркве Пакрачке епархије.
1941-1945: За време Другог светског рата усташе су спалиле унутрашњост храма заједно са црквеним мобилијаром и осталим богослужбеним предметима. Сачуван је само мали број икона са иконостаса. Након рата храм је обновљен за богослужења.
1991: Црква је погођена са неколико граната. Оштећен је северни зид наоса, а торањ је срушен. Унутрашњост храма је демолирана ножевима и секирама.

## Становништво
Према попису становништва из 2011. године, насеље Медари је имало 177 становника.
| Националност       | 2001. | 1991. | 1981. | 1971. | 1961. |
| Срби               | 82    | 367   | 384   | 492   | 481   |
| Југословени        | —     | 32    | 78    | 9     | 4     |
| Хрвати             | 119   | 24    | 14    | 28    | 55    |
| остали и непознато | 10    | 29    | 3     | 6     | 10    |
| Укупно             | 211   | 452   | 479   | 535   | 550   |

| Демографија | Демографија | Демографија |
| Година      | Становника  | Становника  |
| ----------- | ----------- | ----------- |
| 1948.       | 483         |             |
| 1953.       | 496         |             |
| 1961.       | 550         |             |
| 1971.       | 535         |             |
| 1981.       | 479         |             |
| 1991.       | 452         |             |
| 2001.       | 211         |             |
| 2011.       |             | 177         |

## Попис 1991.
На попису становништва 1991. године, насељено место Медари је имало 452 становника, следећег националног састава:
| Попис 1991.‍  | Попис 1991.‍  | Попис 1991.‍ | Попис 1991.‍ | Попис 1991.‍ |
| ------------ | ------------ | ----------- | ----------- | ----------- |
|              |              |             |             |             |
| Срби         | Срби         |             | 367         | 81,19%      |
| Југословени  | Југословени  |             | 32          | 7,07%       |
| Хрвати       | Хрвати       |             | 24          | 5,30%       |
| Чеси         | Чеси         |             | 2           | 0,44%       |
| Словаци      | Словаци      |             | 1           | 0,22%       |
| неопредељени | неопредељени |             | 7           | 1,54%       |
| непознато    | непознато    |             | 19          | 4,20%       |
| укупно: 452  |              |             |             |             |